# Brent Huff
Brent Huff (11 marzo 1961) è un attore, sceneggiatore e regista statunitense.

## Filmografia

### Attore
- King Kong, regia di John Guillermin (1976)
- Gwendoline, regia di Just Jaeckin (1984)
- Strike Commando 2 - Trappola diabolica, regia di Bruno Mattei e Claudio Fragasso (1988)
- Cop Game, regia di Bruno Mattei (1988)
- Nato per combattere, regia di Bruno Mattei (1989)
- Sulle tracce del condor regia di Sergio Martino (1990)
- I Spy Returns (1994)
- Trappola negli abissi (Submerged), regia di Fred Olen Ray (2000)
- Final Examination (2003)
- The Rookie – serie TV (2018-in corso)

## Doppiatori italiani
Nelle versioni in italiano delle opere in cui ha recitato, Brent Huff è stato doppiato da:
- Michele Gammino in Trappola diabolica, Nato per combattere
- Donato Sbodio in The Rookie